# El Perro de Paterna
El Perro de Paterna, nombre artístico de Antonio Pérez Jiménez, fue un cantaor andaluz nacido en 1925 en Paterna de Rivera, provincia de Cádiz y falleció en 1997 en Cádiz tras una operación de corazón.

## Biografía
Actuó su primera vez con 14 años junto a Pericón de Cádiz en Paterna de Rivera, pero hasta 1965 no se profesionaliza, debutando en La Barca de la Florida (Cádiz), formando parte del espectáculo del humorista Pepe Da Rosa, tras ser descubierto por Juanito Valderrama en su mismo negocio "Bar-Restaurante El Perro" donde lo conoció a través de un amigo. El poeta y flamencólogo Antonio Murciano le anima a grabar discos y le compone la mayoría de las letras de sus coplas, habiendo realizado más de una docena de discos de larga duración. Ha participado en giras por España en los elencos de las compañías de Juanito Valderrama, del montaje escénico Así canta Andalucía y de la revista Coser y cantar. Concursó en varios concursos antes de cantar como profesional, entre los cuales se encuentran Granada de Plata al 2.º Premio de cantes por granadina y mediagranadina otorgado por el Centro Artístico de Granada en 1975, primer premio del Festival de Cante de Jabegote, Fuengirola (Málaga), 1974, primer premio Boqueron de Plata en 1975, primer premio en el grupo "cantes bajosandaluces" del Festival Internacional de Cante de las Minas de la Unión (Cartagena), y primer premio de Saetas de Cádiz. Cantaba todos los palos y tenía un gran repertorio y amplia discografía, destaca en los estilos llamados cantes de Ida y vuelta y en el propio de su tierra natal, las peteneras, cante en el que se le considera un maestro.En 1985, el Ayuntamiento de Paterna de Rivera le dedicó una calle rotulándola con su nombre. En opinión del flamencólogo y artista plástico Jesús Cuestarana: «Es cantaor que hace todos los cantes, y con los que ha alcanzado verdadera popularidad son con los llamados de ida y vuelta o aflamencados, además de ser un gran intérprete de fandangos (en el cual creó su propio estilo personal), granaínas, cartageneras y saeta. Dotado de una de las voces mas potentes del flamenco, laína y con mucha musicalidad». Su peña flamenca esta en el pueblo de Bolaños de Calatrava provincia de Ciudad Real. Además existen en la actualidad otras dos peñas dedicadas a este cantaor: Peña Flamenca "El Perro de Paterna" de Guadalcacín (Cádiz) y PCRA "El Perro de Paterna" de Barcelona.
Compartió escenario y cartel con los cantaores más reconocidos de la época tales como, Antonio Mairena, Fosforito, Camarón de la Isla, El Cabrero, Naranjito de Triana, Juanito Maravilla, Manolo Caracol, Juanito Valderrama con el cual tenía una gran amistad, y un largo etc. También fue acompañado a la guitarra de Melchor de Marchena y su hijo Enrique de Melchor, Parrilla de Jerez, Manolo Sanlúcar, Isidro Sanlúcar, José Luis Balao, Miguel Chamizo y otro largo etc.
Su discografía consta de 47 álbumes.
Fue nombrado hijo predilecto de Paterna